# 7e cérémonie des Critics' Choice Television Awards
La 7e cérémonie des Critics' Choice Television Awards (ou BTJA Awards), décernés par la Broadcast Television Journalists Association, a eu lieu le 11 décembre 2016, et a récompensé les programmes télévisés diffusés du 1er juin au 31 décembre 2016.

## Palmarès
Note : le symbole « ♕ » rappelle le gagnant de l'année précédente (si nomination).

### Séries dramatiques

#### Meilleure série dramatique
- Game of Thrones – HBO
  - Better Call Saul – AMC
  - Mr. Robot – USA Network ♕
  - Stranger Things – Netflix
  - The Crown – Netflix
  - This Is Us – NBC
  - Westworld – HBO

#### Meilleur acteur dans une série dramatique
- Bob Odenkirk pour le rôle de Jimmy McGill / Saul Goodman dans Better Call Saul
  - Sam Heughan pour le rôle de James "Jamie" Fraser dans Outlander
  - Rami Malek pour le rôle d'Elliot Alderson dans Mr. Robot
  - Matthew Rhys pour le rôle de Philip Jennings dans The Americans
  - Liev Schreiber pour le rôle de Raymond "Ray" Donovan dans Ray Donovan
  - Kevin Spacey pour le rôle de Francis "Frank" Underwood dans House of Cards

#### Meilleure actrice dans une série dramatique
- Evan Rachel Wood pour le rôle de Dolores Abernathy dans Westworld
  - Caitriona Balfe pour le rôle de Claire Randall Fraser dans Outlander
  - Viola Davis pour le rôle du Professeur Annalise Keating, J.D. dans Murder (How to Get Away with Murder)
  - Tatiana Maslany pour le rôle de plusieurs personnages dans Orphan Black
  - Keri Russell pour le rôle d'Elizabeth Jennings dans The Americans
  - Robin Wright pour le rôle de Claire Underwood dans House of Cards

#### Meilleur acteur dans un second rôle dans une série dramatique
- John Lithgow pour le rôle de Winston Churchill dans The Crown
  - Peter Dinklage pour le rôle de Tyrion Lannister dans Game of Thrones
  - Kit Harington pour le rôle de Jon Snow dans Game of Thrones
  - Michael McKean pour le rôle de Chuck McGill dans Better Call Saul
  - Christian Slater pour le rôle de Mr. Robot dans Mr. Robot
  - Jon Voight pour le rôle de Mickey Donovan dans Ray Donovan

#### Meilleure actrice dans un second rôle dans une série dramatique
- Thandie Newton pour le rôle de Maeve Millay dans Westworld
  - Christine Baranski pour le rôle de Diane Lockhart dans The Good Wife
  - Emilia Clarke pour le rôle de Daenerys Targaryen dans Game of Thrones
  - Lena Headey pour le rôle de Cersei Lannister dans Game of Thrones
  - Maura Tierney pour le rôle d'Helen Solloway dans The Affair
  - Constance Zimmer pour le rôle de Quinn King dans UnREAL

#### Meilleur invité dans une série dramatique
- Jeffrey Dean Morgan pour le rôle de Negan dans The Walking Dead
  - Mahershala Ali pour le rôle de Remi Danton dans House of Cards
  - Lisa Bonet pour le rôle de Marisol dans Ray Donovan
  - Ellen Burstyn pour le rôle d'Elizabeth Hale dans House of Cards
  - Michael J. Fox pour le rôle de Louis Canning dans The Good Wife
  - Jared Harris pour le rôle de George VI dans The Crown

### Séries comiques

#### Meilleure série comique
- Silicon Valley – HBO
  - Atlanta – FX
  - Black-ish – ABC
  - Fleabag – Amazon
  - Modern Family – ABC
  - Unbreakable Kimmy Schmidt – Netflix
  - Veep – HBO

#### Meilleur acteur dans une série comique
- Donald Glover pour le rôle d'Earnest "Earn" Marks dans Atlanta
  - Anthony Anderson pour le rôle d'Andre "Dre" Johnson Sr. dans Black-ish
  - Will Forte pour le rôle de Phil Miller dans The Last Man on Earth
  - Bill Hader pour le rôle de plusieurs personnages dans Documentary Now!
  - Patrick Stewart pour le rôle de Walter Blunt dans Blunt Talk
  - Jeffrey Tambor pour le rôle de Maura Pfefferman dans Transparent

#### Meilleure actrice dans une série comique
- Kate McKinnon pour le rôle de plusieurs personnages dans Saturday Night Live
  - Ellie Kemper pour le rôle de Kimmy Schmidt dans Unbreakable Kimmy Schmidt
  - Julia Louis-Dreyfus pour le rôle de Selina Meyer dans Veep
  - Tracee Ellis Ross pour le rôle du Dr Rainbow "Bow" Johnson dans Black-ish
  - Phoebe Waller-Bridge pour le rôle de Fleabag dans Fleabag
  - Constance Wu pour le rôle de Jessca Huang dans Bienvenue chez les Huang (Fresh Off the Boat)

#### Meilleur acteur dans un second rôle dans une série comique
- Louie Anderson pour le rôle de Christine Baskets dans Baskets
  - Andre Braugher pour le rôle du Capitaine Ray Holt dans Brooklyn Nine-Nine
  - Tituss Burgess pour le rôle de Titus Andromedon dans Unbreakable Kimmy Schmidt
  - Ty Burrell pour le rôle de Phil Dunphy dans Modern Family
  - Tony Hale pour le rôle de Gary Walsh dans Veep
  - T. J. Miller pour le rôle d'Erlich Bachman dans Silicon Valley

#### Meilleure actrice dans un second rôle dans une série comique
- Jane Krakowski pour le rôle de Jacqueline White dans Unbreakable Kimmy Schmidt
  - Julie Bowen pour le rôle de Claire Dunphy dans Modern Family
  - Anna Chlumsky pour le rôle d'Amy Brookheimer dans Veep
  - Allison Janney pour le rôle de Bonnie Plunkett dans Mom
  - Judith Light pour le rôle de Shelly Pfefferman dans Transparent
  - Allison Williams pour le rôle de Marnie Marie Michaels dans Girls

#### Meilleur invité dans une série comique
- Alec Baldwin pour le rôle de Donald Trump dans Saturday Night Live
  - Christine Baranski pour le rôle du Dr. Beverly Hofstadter dans The Big Bang Theory
  - Larry David pour le rôle de l'hôte / Bernie Sanders / plusieurs personnages dans Saturday Night Live
  - Lisa Kudrow pour le rôle de Lori-Ann Schmidt dans Unbreakable Kimmy Schmidt
  - Liam Neeson pour le rôle de lui-même dans Inside Amy Schumer

### Mini-séries et téléfilms

#### Meilleur téléfilm ou série limitée
- American Crime Story : The People vs. O.J. Simpson (The People v. O. J. Simpson: American Crime Story)
  - All the Way
  - Confirmation
  - Killing Reagan
  - The Night Manager
  - Racines (Roots)

#### Meilleur acteur dans une mini-série ou un téléfilm
- Courtney B. Vance pour le rôle de Johnnie Cochran Jr dans American Crime Story : People vs. J.O. Simpson (The People v. O. J. Simspon)
  - Bryan Cranston pour le rôle de Lyndon B. Johnson dans All the Way
  - Benedict Cumberbatch pour le rôle de Sherlock Holmes dans Sherlock: L'Effroyable Mariée (The Abominable Bride)
  - Cuba Gooding Jr. pour le rôle d'O. J. Simpson dans American Crime Story : People vs. J.O. Simpson (The People v. O. J. Simpson)
  - Tom Hiddleston pour le rôle de Jonathan Pine dans The Night Manager
  - Tim Matheson pour le rôle de Ronald Reagan dans Killing Reagan

#### Meilleure actrice dans une mini-série ou un téléfilm
- Sarah Paulson pour le rôle de Marcia Clark dans American Crime Story: The People vs. O.J. Simpson (The People v. O. J. Simpson)
  - Olivia Colman pour le rôle d'Angela Burr dans The Night Manager
  - Felicity Huffman pour le rôle de Leslie Graham dans American Crime
  - Cynthia Nixon pour le rôle de Nancy Reagan dans Killing Reagan
  - Lili Taylor pour le rôle d'Anne Blaine dans American Crime
  - Kerry Washington pour le rôle d'Anita Hill dans Confirmation

#### Meilleure actrice dans un second rôle dans une mini-série ou un téléfilm
- Regina King pour le rôle de Terri LaCroix dans American Crime
  - Elizabeth Debicki pour le rôle de Jed Marshall dans The Night Manager
  - Sarah Lancashire pour le rôle de Madge dans The Dresser
  - Melissa Leo pour le rôle de Lady Bird Johnson dans All the Way
  - Anna Paquin pour le rôle de Nancy Holt dans Roots
  - Emily Watson pour le rôle de "Her Ladyship" dans The Dresser